# Resurrecció de la filla de Jaire
La resurrecció de la filla de Jaire és un dels miracles de Jesús narrat als evangelis (Mateu 9:18-26, Marc 5:21-43, Lluc 8:40-56), en un passatge on s'intercalen fins a tres miracles seguits.

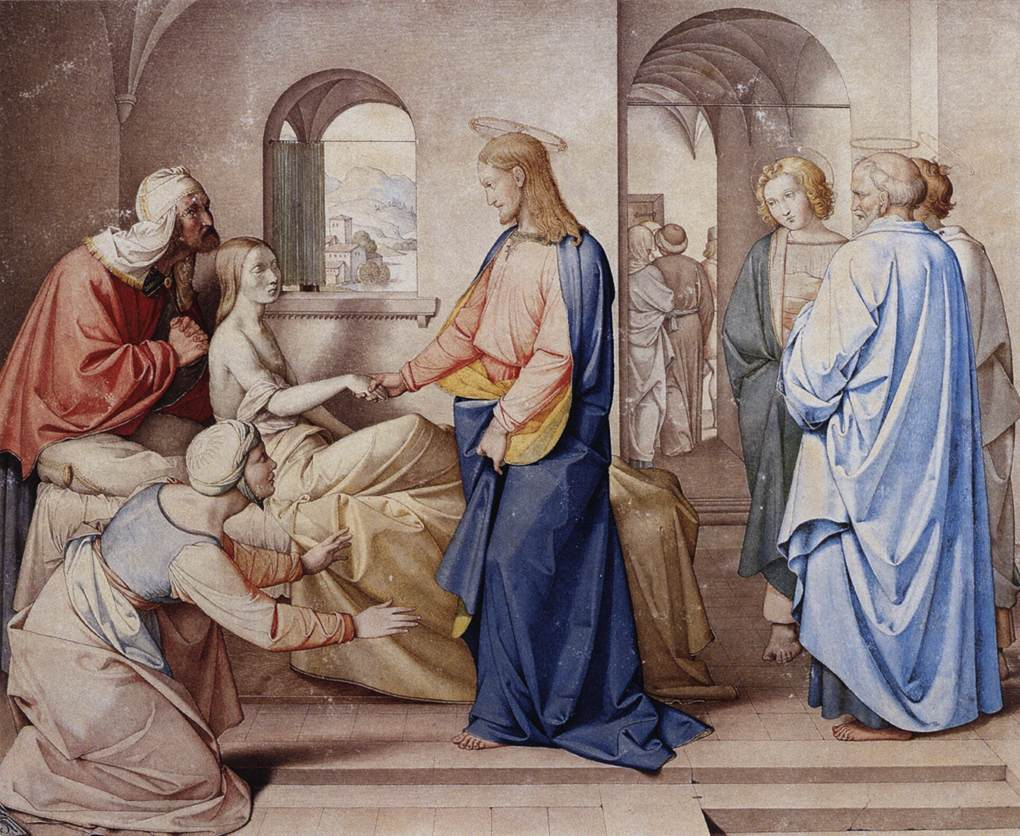
Representació artística de Friedrich Overbeck

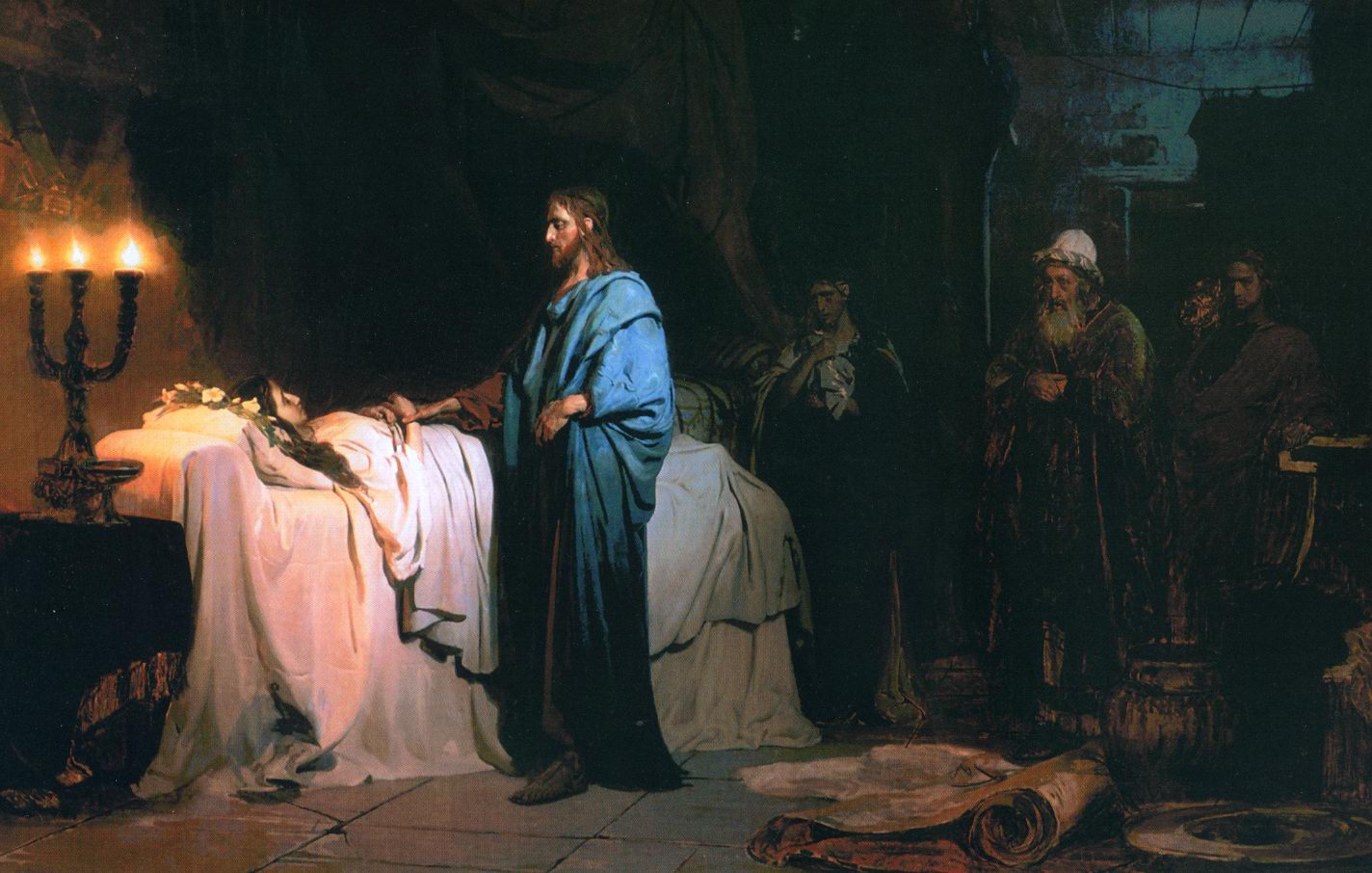
"La resurrecció de la filla de Jaire" (1871), d'Ilià Repin.

## Narració
Jaire, un dels líders de la sinagoga, va avisar a Jesús que la seva única filla de dotze anys s'estava morint i li va pregar que la guarís. Mentre estaven anant cap a casa seva, una dona va quedar també guarida només de tocar el mantell de Jesús. En arribar a l'habitació de la nena, van comprovar que ja estava morta, que havia arribat tard. Però Jesús digué que només estava dormint i feu fora de la cambra tots els que se'n reien. Llavors va manar a la nena que s'aixequés i a l'instant ella va resucitar.

## Anàlisi
Aquest miracle té intercalat la narració de la curació d'una dona amb hemorràgies, dues sanacions amb forts punts de contacte (una dona vella i una nena, una que porta dotze anys patint i una altra que té dotze anys, dues persones que creuen en el poder diví). Es diu explícitament que és la fe el que assoleix el miracle.
Com en altres casos, és la paraula divina la que és poderosa, el logos, ja que només amb una ordre la nena torna a la vida, tal com passa a la resurrecció de Llàtzer. En aquest cas qui fa la petició és un home de poder a la sinagoga, fet que il·lustra la conversió dels jueus al cristianisme. Véncer la mort és el màxim poder possible, per això assoleix la conversió de qui ho contempla, i entronca Jesús amb els déus mítics anteriors.